# KGB

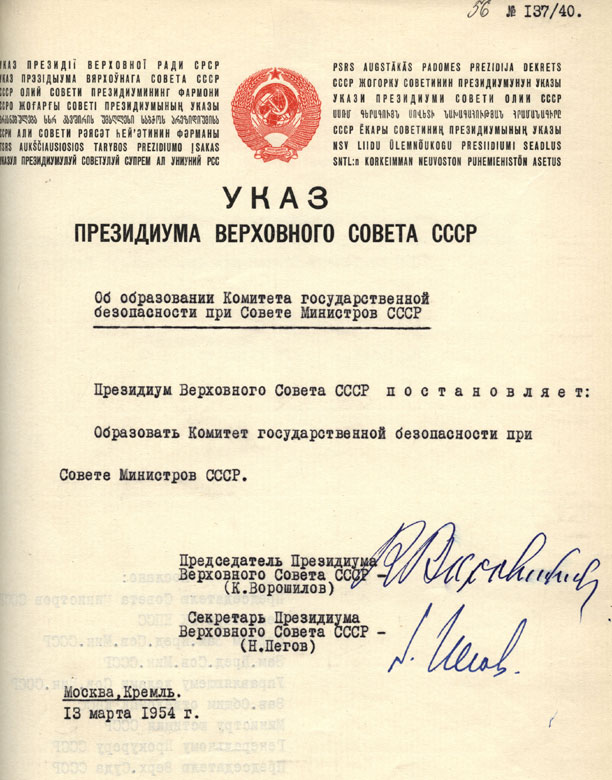
Dekret Prezydium Rady Najwyższej ZSRR o powołaniu Komitetu Bezpieczeństwa Państwowego przy Radzie Ministrów ZSRR (13 marca 1954)

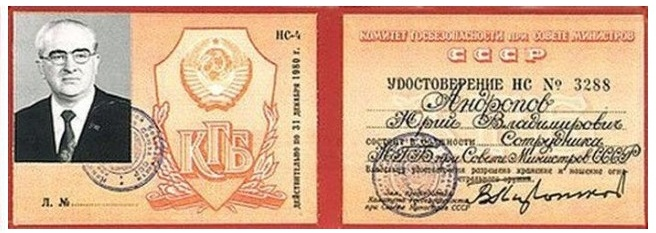
Legitymacja Przewodniczącego KGB ZSRR Jurija Andropowa ważna do 31 grudnia 1980

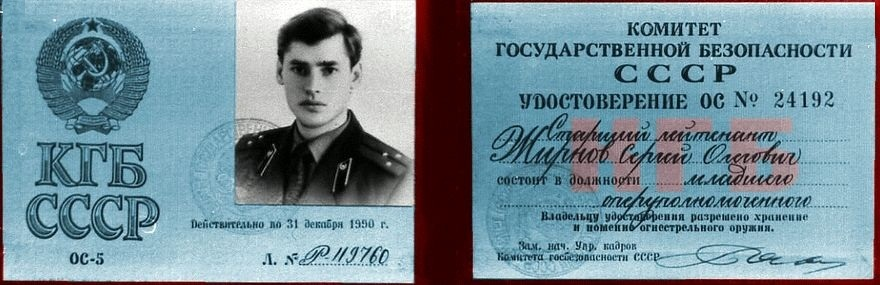
Legitymacja młodszego oficera KGB ZSRR, dająca prawo do posiadania i noszenia broni palnej, ważna do 31 grudnia 1990

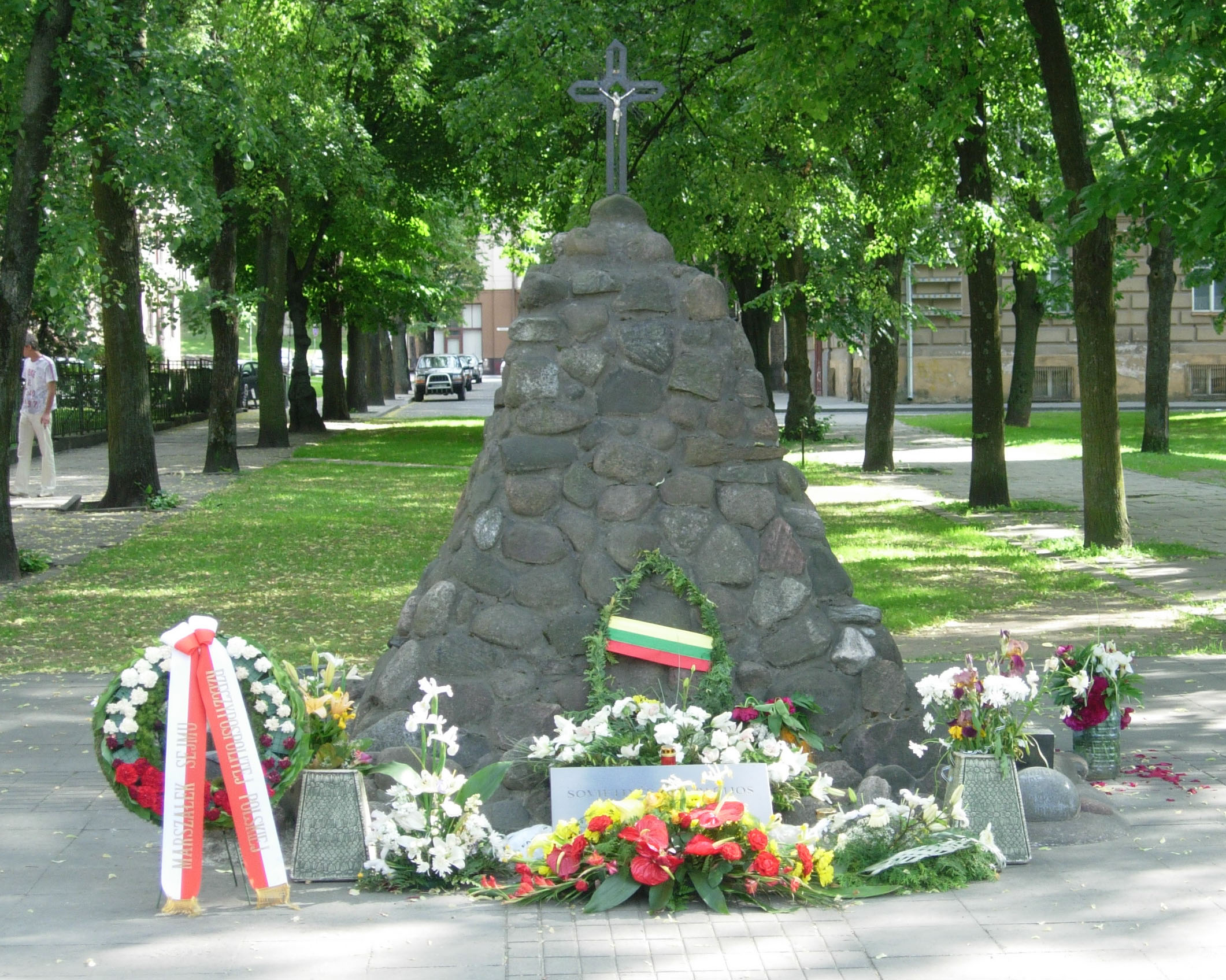
Pomnik ofiar KGB w Wilnie (Litwa)

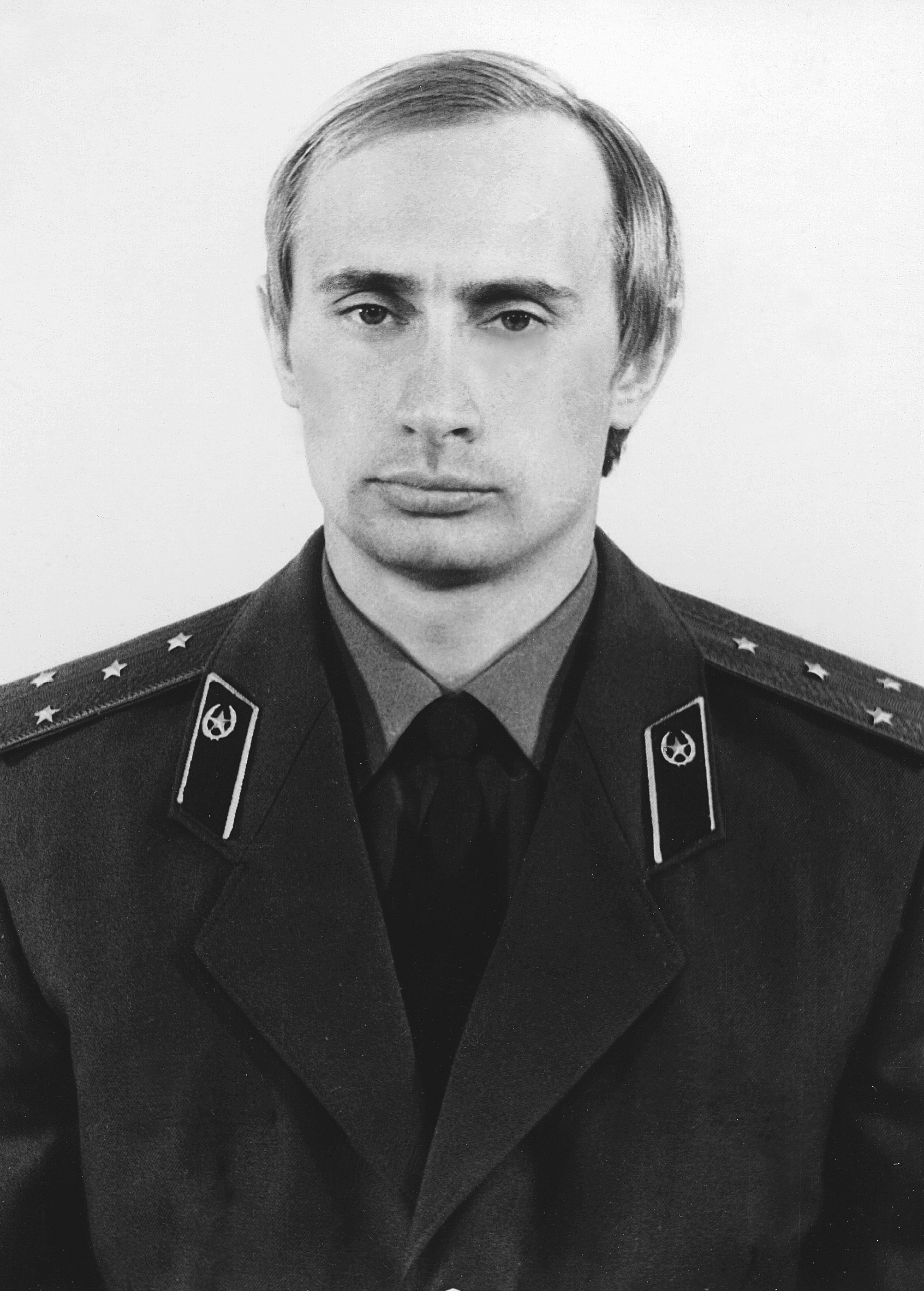
Władimir Putin w mundurze KGB w czasie służby w Dreźnie (około 1980 r.)

Komitet Bezpieczeństwa Państwowego przy Radzie Ministrów ZSRR – KGB ZSRR (ros. Комите́т госуда́рственной безопа́сности – КГБ СССР, Komitiet gosudarstwiennoj biezopasnosti pri Sowietie Ministrow SSSR, wym. [kəmʲɪˈtʲet ɡəsʊˈdarstvʲɪnːəj bʲɪzɐˈpasnəsʲtʲɪ] ( odsłuchaj)) – utworzony w 1954 po likwidacji MGB organ państwowy przy Radzie Ministrów ZSRR kierujący siłami bezpieczeństwa wewnętrznego (policja polityczna, wojska wewnętrzne i wojska ochrony pogranicza) i zewnętrznego (wywiad i kontrwywiad, aparat dywersyjno-szpiegowski). Jedna z dwóch służb specjalnych ZSRR. Stosował inwigilację ludności, dezinformację, zwalczał rzeczywistych i domniemanych przeciwników KPZR i niezależny obieg informacji.
KGB istniał od marca 1954 do października 1991. Był następcą m.in. CzeKa i NKWD. W propagandzie komunistycznej często określany jako „tarcza i miecz partii” (ros. щит и меч). W trakcie pieriestrojki i w czasie rozpadu ZSRR był stopniowo dzielony, a wiele komórek organizacyjnych zlikwidowano.
Główne komórki organizacyjne KGB zostały przekształcone w Federacji Rosyjskiej w szereg instytucji:
- Służba Wywiadu Zagranicznego Federacji Rosyjskiej,
- Federalna Służba Bezpieczeństwa Federacji Rosyjskiej,
- Federalna Służba Ochrony Federacji Rosyjskiej.

Do głównych zadań KGB należało gromadzenie informacji wywiadowczych poza granicami Związku Radzieckiego, ochrona kontrwywiadowcza armii, marynarki wojennej i lotnictwa oraz samego Komitetu, ochrona granic państwowych ZSRR, nadzór nad obiektami nuklearnymi i większymi ośrodkami przemysłowymi tego kraju, ochrona budynków rządowych oraz dostojników partyjnych w kraju i poza jego granicami, w tym ambasad i konsulatów.
W skład KGB wchodziło dziewięć zarządów głównych, z których największą rolę odgrywały: I (wywiad), II (kontrwywiad), III (kontrwywiad wojskowy), V (walka ideologiczna i zwalczanie dysydentów), VI (wywiad i kontrwywiad gospodarczy), VII (inwigilacja) i IX (ochrona dostojników państwowych). Oprócz tego poza strukturami zarządów głównych istniały specjalne oddziały zabójców działających na całym świecie (tzw. mokryje dieła).

## Utworzenie KGB i zarząd
Po śmierci Stalina w marcu 1953 pierwszą decyzją najwyższych władz ZSRR było zlikwidowanie ogromnego Ministerstwa Bezpieczeństwa Państwowego ZSRR (MGB ZSRR) i włączenie jego struktur do MWD ZSRR oraz mianowanie ministrem spraw wewnętrznych marszałka ZSRR, Ławrientija Berii. Dokonując tych zmian Beria stanął na czele potężnego aparatu represji w stylu NKWD z końcowych lat trzydziestych. Wkrótce Beria oraz jego ludzie, czyli tak zwana „mafia gruzińska”, m.in. Ławrientij Canawa, Siergiej Goglidze, Władimir Diekanozow, Amajak Kobułow i jego brat Bogdan Kobułow, Wsiewołod Mierkułow, Pawieł Mieszyk, Lew Włodzimirski i inni zostali aresztowani i postawieni przed sądem, gdzie większość dostała najwyższy wymiar kary.
Z MWD zostały wydzielone piony wcześniej należące do MGB i niektóre należące do MWD. M.in. na styczeń 1954 pion policji politycznej reprezentowany przez 4. Zarząd (tajno-polityczny) MWD, piony wywiadu zagranicznego, którym się zajmował II Zarząd Główny MWD, kontrwywiadu cywilnego, który leżał w gestii I Zarządu Głównego MWD, wojskowego III Zarząd MWD oraz inne piony, które zajmowały się bezpieczeństwem gospodarki, transportu oraz śledztwami w szczególnie ważnych sprawach, techniką operacyjną oraz wiele innych komórek, które znajdowały się w byłym Ministerstwie B.P i wówczas bardzo uszczuplonym MWD ZSRR. W wyniku tych zmian powstał oddzielny Komitet Bezpieczeństwa Państwowego – KGB.
KGB działało początkowo na prawach „ministerstwa”, podlegając bezpośrednio premierowi. Pierwszym przewodniczącym KGB został generał Iwan Sierow. Stał on na czele komitetu przez cztery lata, od 1954 do 1958. Wcześniej Sierow był zastępcą dowódcy i dowódcą GRU. Po II wojnie światowej został wysłany do Polski jako główny doradca radziecki przy Ministerstwie Bezpieczeństwa Publicznego. Osobiście, jako gen. Iwanow, przeprowadził w 1945 aresztowanie 16 przywódców Polski Podziemnej, postawionych następnie przed sądem w Moskwie. Po objęciu stanowiska przewodniczącego KGB poinformował Nikitę Chruszczowa o istnieniu archiwum Ławrientija Berii, w którym znajdowały się materiały kompromitujące Chruszczowa i najwyższych dostojników partyjnych. Sierow odszedł z KGB w 1958, by ponownie zostać dowódcą wywiadu wojskowego GRU.
W latach 1958–1961 przewodniczącym KGB był Aleksandr Szelepin. W momencie nominacji miał niewiele ponad 40 lat. W czasie II wojny światowej dowodził oddziałem partyzanckim, w latach 1952–1958 był przewodniczącym Komsomołu. Podjął przekształcanie KGB w dobrej jakości służbę wywiadowczo-kontrwywiadowczą. Odsunął od stanowisk wielu starych stalinowców, także niebędących Rosjanami, zastępując ich bardziej inteligentnymi, ściągniętymi z Komsomołu absolwentami uczelni.
Pod koniec lat pięćdziesiątych XX w. na polecenie towarzysza Chruszczowa A. Szelepin niejawnie badał sprawę zbrodni katyńskiej na Polakach i po wykonaniu kwerendy przechowywanych przez NKWD, a potem przez KGB dokumentów, w przedstawionej niejawnej notatce służbowej nr N-632-Sz (Н-632-Ш) z 3 marca 1959 zaproponował zniszczenie 21 857 teczek osobowych zamordowanych Polaków – jak się wyraził osób byłej Polski burżuazyjnej – jako nieprzydatnych zarówno operacyjnie, jak i historycznie, a zachowanie jedynie głównych dokumentów mieszczących się w oddzielnej, niewielkiej teczce. Propozycja została zatwierdzona i wykonana, a teczka otrzymała nazwę specjalnej teczki nr 1, i jako jedna z najważniejszych tajemnic ZSRR wchodziła do wydzielonego, specjalnego zbioru dokumentów dostępnych wyłącznie przywódcy KPZR i przekazywanych mu przy objęciu władzy.
A. Szelepin odszedł z KGB w 1961, ale nie stracił nad nim kontroli, objął bowiem funkcję przewodniczącego nowo utworzonej i dysponującej szerokimi uprawnieniami partyjno-państwowej komisji kontroli wszystkich służb specjalnych.
Po odejściu Szelepina nowym Przewodniczącym Komitetu został jeszcze młodszy od swego poprzednika (wówczas 37-letni), ale nie mniej dynamiczny protegowany Szelepina Władimir Jefimowicz Siemiczastny. Zgodnie z wytycznymi Chruszczowa, Siemiczastny kontynuował oczyszczanie archiwów z materiałów, przypominających stalinowską przeszłość członków Prezydium Rady Najwyższej KPZR. Z polecenia Siemiczastnego zniszczono 9 tomów materiałów, dotyczących zlikwidowanych w latach stalinowskiego terroru członków Komitetu Centralnego, wyższych oficerów służb wywiadowczych (takich jak – Jan Berzin szef GRU, Abram Słucki i Siergiej Szpigelglas – szefowie Zarządu VII Głównego Zarządu Bezpieczeństwa Państwowego i wielu innych) oraz zamieszkałych w Moskwie komunistów z partii zagranicznych.
Władimir Siemiczastny odszedł z KGB w maju 1967, zastąpił go były ambasador ZSRR w Budapeszcie Jurij Andropow. Pod kierownictwem Jurija Andropowa (1967–1982) KGB ZSRR cieszyło się wysoką pozycją w strukturach władzy ZSRR. Przed objęciem stanowiska Przewodniczącego Komitetu Bezpieczeństwa Państwowego ZSRR Andropow był od 1954 do 1957 ambasadorem ZSRR w Budapeszcie. Pełnił stanowisko ambasadora ZSRR podczas powstania węgierskiego w 1956, gdzie odegrał ważną rolę podczas interwencji Armii Radzieckiej w tym kraju. Później często wspominał rozwścieczony tłum mieszkańców Budapesztu, wieszający na latarniach ulicznych znienawidzonych agentów węgierskiej służby bezpieczeństwa. Po powrocie z Węgier w 1957 kierował Wydziałem Łączności z Bratnimi Partiami Krajów Socjalistycznych Komitetu Centralnego KPZR, który odpowiadał za stosunki Kremla z partiami komunistycznymi krajów bloku wschodniego m.in. PZPR.
Po śmierci Leonida Breżniewa generał armii KGB ZSRR Andropow odszedł ze służby. J. Andropow był drugim pod względem długości pełnienia funkcji szefem radzieckich służb specjalnych (dłużej był tylko Ławrientij Beria). W 1982 Przewodniczącym Komitetu po Andropowie został na krótko Witalij Fiedorczuk, jednak po wyborze Andropowa na stanowisko Sekretarza Generalnego KPZR zastąpił go Wiktor Czebrikow. Fiedorczuk został mianowany na urząd Ministra Spraw Wewnętrznych ZSRR.
W 1988 miejsce Czebrikowa zajął Władimir Kriuczkow. Kriuczkow wcześniej pracował w Ministerstwie Spraw Zagranicznych ZSRR (był funkcjonariuszem operacyjnym KGB), do KGB przyszedł wraz z Andropowem, z którym współpracował podczas pobytu w Budapeszcie w połowie lat 50. XX w. Zanim objął stanowisko Przewodniczącego KGB Kriuczkow przez czternaście lat (1974–1988) był Naczelnikiem I Zarządu Głównego KGB prowadzącego wywiad, co tym samym automatycznie dawało mu funkcję Pierwszego Zastępcy Przewodniczącego KGB ZSRR. W sierpniu 1991 był on jednym z organizatorów nieudanego zamachu stanu (tzw. puczu Janajewa), którego celem było obalenie Michaiła Gorbaczowa.
Po stłumieniu puczu Kriuczkow został aresztowany i karnie zdymisjonowany, a jego obowiązki przejął na krótko Leonid Szebarszyn, wcześniej szef Pierwszego Zarządu Głównego Komitetu Bezpieczeństwa Państwowego, mający za sobą służbę w Afganistanie, Iranie i Indiach, od 1987 Zastępca Przewodniczącego KGB. Tarcia wewnątrz ścisłego kierownictwa KPZR doprowadziły jednak do szybkiej dymisji Szebarszyna – jeszcze w sierpniu 1991 nowym przewodniczącym instytucji został były minister spraw wewnętrznych Kraju Rad Władimir Bakatin. Bakatin, jako ostatni przewodniczący, podjął się zadania przebudowy KGB. Już wiosną 1991 proponował Gorbaczowowi, aby wyłączyć spod kurateli KGB specjalny oddział Alfa. Chciał, aby stał się on częścią ochrony Kremla; nie zdołał go wówczas przekonać. Bakatin rozpoczął urzędowanie na stanowisku Przewodniczącego KGB od zmian kadrowych na szeroką skalę i zapowiedzi zasadniczych zmian strukturalnych, które miały polegać na rozbiciu Komitetu na kilka służb specjalistycznych.

## Główne zadania
Głównymi zadaniami Komitetu było m.in. gromadzenie informacji wywiadowczych poza granicami Związku Radzieckiego, ochrona kontrwywiadowcza państwa, SZ ZSRR, ochrona granic państwowych ZSRR, nadzór nad obiektami nuklearnymi, ośrodkami przemysłowymi kraju, osłona budynków rządowych i dostojników partyjnych w kraju i poza jego granicami (ambasad i konsulatów oraz innych komórek reprezentujących interes ZSRR za granicą).
Komitet Bezpieczeństwa Państwowego (KGB) nigdy nie osiągnął takiej władzy, jaką miał organ bezpieczeństwa państwowego w czasach rządów Stalina, m.in. NKWD/NKGB. Pozostawał jednak potężnym mechanizmem, skupiającym w swej strukturze służbę wywiadowczą cywilną, kontrwywiadowczą cywilną i wojskową, ochrony dostojników, tajną policję polityczną, wszystkie kategorie telekomunikacji, kryptologii, obiektów specjalnych, a także kilka dywizji wojskowych, pułk lotnictwa i armię wojsk ochraniających granice Związku Radzieckiego. Była to z pewnością największa machina służb specjalnych w dziejach świata. W latach 90. XX w. Komitet Bezpieczeństwa Państwowego liczył 500 tysięcy funkcjonariuszy. Liczba tajnych współpracowników w Związku Radzieckim oraz za granicą jest trudna do oszacowania, ale sądzi się, że było to co najmniej kilka milionów osób. KGB ZSRR składał się z ok. 30 zarządów, kierujących pracą setek wydziałów i oddziałów.

## Struktura organizacyjna w latach 1980–1991

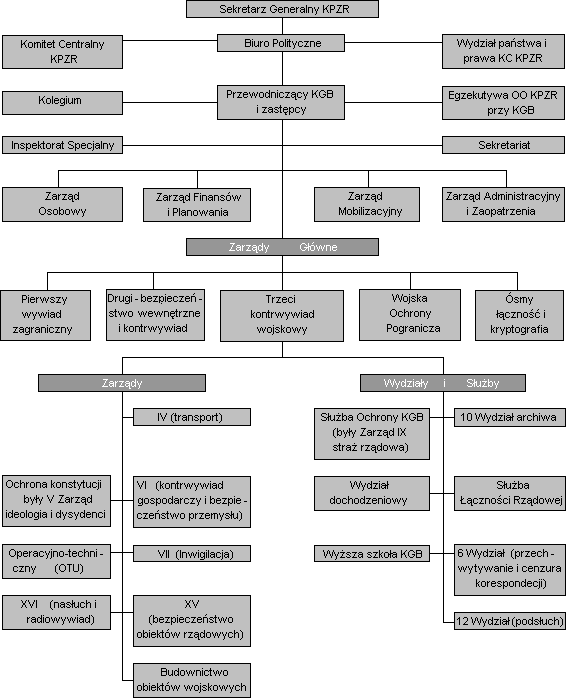
Struktura organizacyjna KGB

Podstawowa struktura KGB w latach 80. XX w. składała się z 9 zarządów:
- Pierwszy Zarząd Główny Komitetu Bezpieczeństwa Państwowego (ros. PGU) – wywiad zagraniczny
- Drugi Zarząd Główny Komitetu Bezpieczeństwa Państwowego (ros. WGU) – bezpieczeństwo wewnętrzne i kontrwywiad na obszarze kraju
- Trzeci Zarząd Główny – (kontrwywiad wojskowy) kontrwywiad i utrzymanie dyscypliny w MO ZSRR i SZ ZSRR tzw. wydziałami specjalnymi (Osobyje Otdiely-OO)
- Czwarty Zarząd – transport i bezpieczeństwo ambasad
- Piąty Zarząd Główny – walka ideologiczna, dysydenci, a następnie ochrona porządku konstytucyjnego
- Szósty Zarząd Główny – kontrwywiad gospodarczy i ekonomiczny oraz ochrona obiektów przemysłowych
- Siódmy Zarząd Główny – inwigilacja
- Ósmy Zarząd Główny – wywiad elektroniczny i szyfry
- Dziewiąty Zarząd Główny – ochrona kierownictwa partyjno-państwowego i urządzeń o szczególnym znaczeniu, Straż Kremlowska (od 1991 Federalna Służba Ochrony)

## Wywiad zagraniczny
W radzieckich służbach specjalnych wywiad zagraniczny utworzono (formalnie) w 1920.
Od 1952 do 1991 wywiad zagraniczny prowadził Pierwszy Zarząd Główny Komitetu Bezpieczeństwa Państwowego, z wyjątkiem rocznego okresu od marca 1953 do marca 1954, kiedy nosił powodującą wiele pomyłek nazwę Drugiego Zarządu Głównego.
Szefowie wywiadu zagranicznego:
- 1953–1955 – Aleksandr Paniuszkin,
- 1956–1971 – Aleksandr Sacharowski,
- 1971–1974 – Fiodor Mortin,
- 1974–1988 – Władimir Kriuczkow,
- 1988–1989 – Wadim Kirpiczenko (p.o)
- 1988–1991 – Leonid Szebraszyn,
- 1991–1991 – Wiaczesław Gurgienow (p.o).

## Centrala KGB
Główna siedziba KGB mieściła się w okazałym kompleksie gmachów odziedziczonych po Czeka, OGPU i NKWD, przy placu Dzierżyńskiego 2 (tzw. Łubianka). W latach 70. XX w. I Zarząd Główny KGB przeniósł się do zaprojektowanego przez Finów nowoczesnego biurowca w Jasieniewie przy moskiewskiej obwodnicy, który był wyposażony w specjalne globalne systemy łączności.
KGB, tak jak jego poprzednicy, posiadał dużą sieć ośrodków szkoleniowych (w tym kilka szkół dla szpiegów), które służyły do szkolenia funkcjonariuszy ZSRR oraz z krajów Układu Warszawskiego. W ośrodku szkoleniowym w Puszkino koło Moskwy szkolono głównie przyszłych arabskich terrorystów. Nowa centrala I Zarządu Głównego KGB, zaprojektowana przez fińskiego architekta, miała swój główny gmach w kształcie litery Y. Gmach ten liczył siedem kondygnacji i po obu stronach przylegały do niego budynki, mieszczące z jednej strony sale konferencyjne i bibliotekę, a z drugiej poliklinikę, sale sportowe i basen. Pracownicy innych zarządów KGB, którzy pozostali w zatłoczonych biurach Łubianki, nazywali kompleks w Jasieniewie Laskiem.

## Kontrwywiad KGB
W Komitecie Bezpieczeństwa Państwowego – KGB, kontrwywiadem zajmowały się dwa oddzielne Zarządy Główne – II Zarząd Główny oraz III Zarząd Główny, który odpowiadał za kontrwywiad wojskowy.

### II Zarząd Główny KGB
Za bardzo ważny sukces z punktu widzenia interesów ZSRR II Zarządu Głównego uważa się względnie szybkie wytropienie i aresztowanie pułkownika wywiadu wojskowego GRU, współpracującego z brytyjską SIS (pol. Tajna Służba Wywiadowcza) oraz amerykańską CIA (pol. Centralna Agencja Wywiadowcza), Olega Pieńkowskiego, uważanego przez wielu za szpiega, który uratował świat.
W 1961 Szef II Zarządu Głównego KGB Oleg Gribanow rozkazał rozpocząć inwigilację Pieńkowskiego. Bezpośrednim powodem wydania tego rozkazu była podobno osobista uraza Gribanowa do ówczesnego szefa GRU Iwana Sierowa. Trudno jednak uwierzyć, że szef kontrwywiadu KGB rozkazał inwigilować tak wysokiego i wpływowego oficera GRU, jakim był Pieńkowski bez żadnych dowodów jego winy. Należy raczej sądzić, że Pieńkowski został wskazany przez kogoś, możliwe że przez agenta KGB w szeregach CIA lub MI6. Chociaż tak szybkie aresztowanie bardzo groźnego szpiega można by uznać za sukces kontrwywiadu KGB, ówczesny przewodniczący KGB Aleksandr Szelepin został zwolniony za dopuszczenie szpiega do tak wysokiej pozycji w KGB.

### III Zarząd Główny KGB
Funkcjonariusze III Zarządu Głównego, którzy odpowiadali za kontrwywiad w Siłach Zbrojnych ZSRR, byli przydzielani do wszystkich rodzajów wojsk oraz Ministerstwa Obrony ZSRR i z reguły nosili mundury wojskowe odpowiednie dla danej formacji. W marynarce wojennej umundurowanych oficerów KGB przydzielano na duże okręty oraz do baz na lądzie. Funkcjonariusze „trójki” pełnili służbę także nieumundurowani. Funkcjonariusze tego zarządu głównego działali również w szeregach GRU, stanowiąc system wewnętrznej kontroli radzieckiego wywiadu wojskowego. Funkcjonariusze Trzeciego Zarządu Głównego KGB ZSRR ochraniali także przemysł zbrojeniowy i sferę nauki dotyczącą SZ ZSRR, prowadzili kontrwywiad ofensywny przeciwko dyplomatom ataszatów wojskowych przy ambasadach w Moskwie. Pełnili służbę pod przykryciem w radzieckich PHZ zajmujących się handlem uzbrojeniem.
Funkcjonariuszem TGU KGB SSSR był Aleksandr Litwinienko.

## Zabójcy z NKWD/KGB
Od początku istnienia sowieckich służb specjalnych w ich strukturach organizowano specjalne grupy, wydziały lub departamenty zajmujące się morderstwami. W latach 20. oraz 30. XX w., działała tzw. grupa Jaszy, pod dowództwem Jakowa Sieriebrianskiego przy Oddziale Administracyjnym Zjednoczonego Państwowego Zarządu Politycznego OGPU. Jedną z akcji grupy Jaszy było porwanie z ulic Paryża i zamordowanie generała Aleksandra Kutiepowa, przywódcy emigracyjnego Rosyjskiego Związku Ogólnowojskowego ROWS.
Kiedy w ZSRR nadszedł okres czystek, Józef Stalin, przewidując, że wielu oficerów wywiadu – rezydentów, agentów itp. nie zechce powrócić do kraju, w grudniu 1936 polecił nowo mianowanemu szefowi NKWD Nikołajowi Jeżowowi utworzyć kolejny oddział wzorowany na grupie Jaszy. Tak powstał Zarząd Zadań Specjalnych NKWD, który zorganizował lotne grupy, których zadaniem było mordowanie ludzi odmawiających powrotu do kraju. Jedną z ofiar Zarządu Zadań Specjalnych został Ignace Reiss (Ignac Porecki – ps. „Rajmond”), agent NKWD działający w Paryżu. Ciało Reissa przeszyte kulami znaleziono na poboczu autostrady prowadzącej do Lozanny. Ofiarą NKWD padł także Jewhen Konowalec, przywódca Organizacji Ukraińskich Nacjonalistów. Zamachu dokonał w Rotterdamie 23 maja 1938 Paweł Sudopłatow, później wysokiej rangi funkcjonariusz NKWD oraz szef Zarządu Zadań Specjalnych.
W 1941 powstała Sekcja specjalna NKWD, zajmująca się morderstwami, która została przekształcona w II Wydział NKWD – Specjalny, a następnie od 1942 do 1946 istniała jako IV Zarząd kolejno – Ludowego Komisariatu Spraw Wewnętrznych NKWD, Bezpieczeństwa Państwowego NKGB i Ministerstwa Bezpieczeństwa Państwowego MGB.
Po II wojnie światowej zadania specjalne przejął Wydział DR, a następnie Biuro specjalne nr 1 MGB. Po wchłonięciu MGB przez Ministerstwo Spraw Wewnętrznych (MWD) w 1953, zadaniami specjalnymi zajmował się IX Wydział MWD.
Na początku lat 50. XX w. rozpoczęto szkolenie funkcjonariusza MGB Nikołaja Chochłowa. Jego celem miał być Gieorgij Siergiejewicz Okołowicz, jeden z liderów organizacji NTS na terenie Niemiec Zachodnich. Postępy w przygotowaniach Chochłowa nadzorował sam ówczesny naczelnik I Zarządu Głównego MGB, Aleksandrer Paniuszkin, po utworzeniu KGB pierwszy szef wywiadu zagranicznego. Wśród instruktorów Chochłowa byli m.in. mistrz Związku Radzieckiego w dżudo, Michaił Rubak, i pięciokrotny zwycięzca wszechzwiązkowych turniejów w strzelaniu z pistoletu, podpułkownik Godlewski. Po przybyciu do Frankfurtu w lutym 1954, gdzie przebywał Okołowicz, Chochłow zjawił się pod jego drzwiami i zamiast oddać strzał ze specjalnego pistoletu w kształcie paczki papierosów, oznajmił mu, że jest z MGB i ma rozkaz go zabić, lecz nie chce go wykonać. Wkrótce oddał się w ręce CIA i po jakimś czasie wystąpił na konferencji prasowej, wyznając wszystko co wiedział o planach zamachu na Okołowicza i innych ludzi.
W kwietniu 1955, po długim podsumowaniu strat spowodowanych przez Chochłowa, KGB dokonało zmian w centrali i zadania specjalne przekazano do właśnie zreorganizowanego 13. Departamentu I Zarządu Głównego KGB.
Następnym znanym zabójcą KGB był Bohdan Staszynski, Ukrainiec, zwerbowany przez KGB w wieku 19 lat, podczas studiów na Uniwersytecie Lwowskim. Zlecono mu dokonanie zabójstwa jednego z głównych teoretyków ukraińskiego ruchu narodowego, Lwa Rebeta, mieszkającego wówczas w Republice Federalnej Niemiec. Staszynski zabił Rebeta 12 października 1957. Kolejnym powierzonym mu zadaniem była eliminacja lidera nacjonalistów ukraińskich Stepana Bandery. Choć pierwsza próba zamachu nie powiodła się, Staszynski, pomimo coraz większych obiekcji, wykonał zadanie w Monachium 15 października 1959. Nadano mu za to Order Czerwonego Sztandaru. Historia Staszynskiego nie skończyła się jednak dobrze dla KGB. Podczas przygotowań do zamachu na byłego premiera Ukrainy, Jarosława Stećko, Staszynski poślubił Ingę Pohl, Niemkę z NRD. Zdecydował się za jej namową złamać rozkaz i 12 sierpnia 1961 zgłosił się do Amerykanów w Berlinie Zachodnim.
KGB wspierało także służby specjalne państw Układu Warszawskiego w zadaniach eliminowania niewygodnych osób. Tak było w przypadku zamordowania Georgija Markowa, przez bułgarską służbę bezpieczeństwa DS (Drżawna Sigurnost). Markow został zamordowany przy pomocy specjalnego parasola (dostarczonego przez techników z KGB) z igłą w środku, która wstrzykiwała platynową kulkę ze śmiertelną dawką rycyny, ukrytą w platynowej blaszce. W późniejszych latach (1960–1990) zadaniami specjalnymi zajmowały się XIII Departament i VIII Departament Zarządu S – I Zarządu Głównego KGB.

## Pomoc wojskowo-techniczna
Oficerowie KGB służyli także w rejonach walk. W latach 1954–1989 zginęło 572 funkcjonariuszy KGB poza granicami ZSRR, wypełniając zadania w ramach tzw. „pomocy wojskowo-technicznej”. Oficerowie ci ginęli w krajach arabskich, Wietnamie Północnym, Afganistanie oraz w konfliktach granicznych.

## Ostatnie zmiany i rozwiązanie
Władimir Bakatin, ostatni przewodniczący KGB, dążył do ograniczenia wpływów tej instytucji. Już wiosną 1991 proponował Gorbaczowowi, aby wyłączyć spod kurateli KGB specjalny oddział Alfa – chciał, aby stał się on częścią ochrony Kremla. Nie zdołał go wówczas przekonać.
Bakatin rozpoczął urzędowanie na stanowisku przewodniczącego KGB od zmian kadrowych na szeroką skalę i zapowiedzi zasadniczych zmian strukturalnych, które miały polegać na rozbiciu Komitetu na kilka służb specjalistycznych. Pierwszą ważniejszą decyzją związaną z procesem rozbicia KGB od środka było wyodrębnienie ze struktur Komitetu wojsk ochrony pogranicza i przydzielenia ich do Ministerstwa Obrony Narodowej ZSRR, później weszły one w skład Federalnej Służby Bezpieczeństwa.
Kolejną decyzją Bakatina pozbawiono KGB kontrwywiadu wojskowego, czyli III Zarządu Głównego, który działał we wszystkich jednostkach radzieckich sił zbrojnych. Kolejnym etapem reorganizacji było wyłączenie z KGB całego IX Samodzielnego Zarządu Ochrony Osobistej, odpowiedzialnego za bezpieczeństwo członków najwyższych władz partyjnych i państwowych. Pod kontrolą tego zarządu znajdowały się Kreml i wszystkie ważniejsze rządowe budynki. Podobny los spotkał Niezależny Wydział Łączności, odpowiedzialny za stan łączności specjalnej wszystkich instytucji rządowych oraz połączeń centrali z władzami terenowymi. Jednostki te zostały wyłączone ze struktury KGB, podobnie jak Służba Szyfrów.
Bakatin uważał również, że KGB powinno przekazać Ministerstwu Spraw Wewnętrznych wszystkie wydziały gospodarcze, zajmujące się m.in. korupcją i przestępstwami gospodarczymi – funkcję tę pełniły Zarząd Zabezpieczenia Przemysłu oraz niektóre wydziały II Zarządu Głównego KGB (kontrwywiad). Bakatin dokonywał reorganizacji na podstawie specjalnych dekretów Gorbaczowa. W połowie listopada 1991 Bakatin zabrał się za najpotężniejszy zarząd KGB, I Zarząd Główny. Już w grudniu 1991 na bazie I Zarządu Głównego KGB powstała Centralna Służba Wywiadowcza, którą następnie przemianowano na Służbę Wywiadu Zagranicznego Federacji Rosyjskiej.

## Pracownicy obcych służb będącyOZIKGB

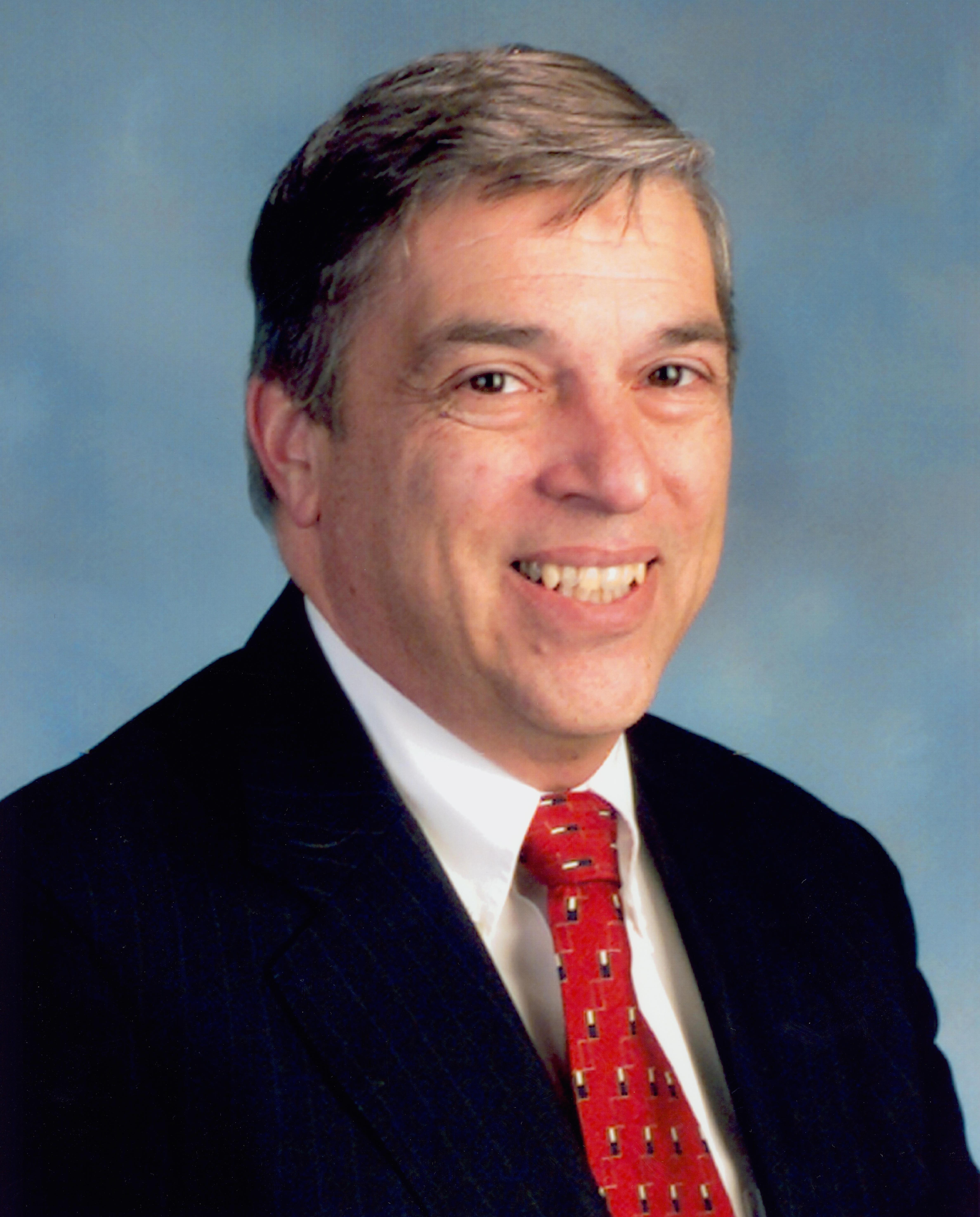
Robert F. Hanssen

- George Blake – wyższy oficer brytyjskiej Secret Intelligence Service, zwerbowany podczas wojny koreańskiej przez wywiad północnokoreański, został przekazany KGB. Wydał Sowietom ponad 40 agentów, m.in. wydał członków siatki SIS w Berlinie Wschodnim, wskazał także na istniejący tunel ciągnący się z Berlina Zachodniego do Wschodniego – zob. Operacja Gold. Jego kariera szpiegowska zakończyła się w 1961, kiedy został wskazany przez uciekiniera, oficera wywiadu polskiego z Departamentu I MSW Michała Goleniewskiego.
- Aldrich Hazen Ames – doszedł do stanowiska szefa kontrwywiadu CIA na Związek Radziecki, współpracował z KGB od 1985. Aldrich Ames zrobił wszystko, co agent może zrobić, poza, jak żartowano później, podstawieniem ciężarówki pod siedzibę CIA w Langley i wywiezieniem z niej sekretów. Ames ujawnił ponad sto tajnych operacji, wydał Sowietom ponad 30 osób współpracujących z CIA i innymi zachodnimi agencjami, z których dziesięć zostało skazanych na karę śmierci i rozstrzelanych. Po rozwiązaniu KGB przejęła go następczyni I Zarządu Głównego KGB Służba Wywiadu Zagranicznego. Został wykryty i aresztowany dopiero w 1994.
- Robert Hanssen – funkcjonariusz Federalnego Biura Śledczego FBI, pierwszy raz nawiązał współpracę z GRU w 1979 roku, lecz po pierwszej transakcji ją zerwał. Przejęła go jednak waszyngtońska rezydentura I Zarządu Głównego KGB w 1985. Oprócz nazwisk oficerów KGB i GRU współpracujących z CIA lub FBI Hanssen dostarczył KGB ściśle tajny program wywiadowczy COINS-II, ze szczegółowym budżetem i planowanymi operacjami wywiadowczymi przeciwko ZSRR i innym krajom Układu Warszawskiego, informacje o podsłuchach stosowanych przez Agencję Bezpieczeństwa Narodowego wobec dyplomatów radzieckich w Waszyngtonie. Zawiadomił KGB, że pracownicy NSA złamali kody w radzieckich satelitach komunikacyjnych, powiadomił także o specjalnym tunelu budowanym wspólnie przez FBI i NSA pod ambasadą radziecką w Waszyngtonie, który miał być wykorzystany do podsłuchu i podglądu. Do czasu wskazania go przez Hanssena kosztował on amerykańskich podatników 500 milionów USD. Przekazał także informacje dotyczące planu ewakuacji prezydenta i parlamentu USA w razie wybuchu wojny nuklearnej. Po rozwiązaniu KGB przejęła go następczyni I Zarządu Głównego KGB Służba Wywiadu Zagranicznego, aresztowany został dopiero w lutym 2001.

## Oficerowie KGB współpracujący z obcym wywiadem
Podczas ponad 40-letniej działalności KGB wielu oficerów tej instytucji współpracowało z wywiadem państw zachodnich lub zdecydowało się na ucieczkę do tych krajów. Oficerowie KGB lub GRU, którzy zdecydowali się na taki krok, robili to w większości przypadków z pobudek ideologicznych. Na współpracę z obcym wywiadem decydowali się głównie oficerowie I Zarządu Głównego KGB, którzy przebywając za granicą w USA lub Wielkiej Brytanii mieli okazję poznać rzeczywistość tych krajów, tak różną od tej opisywanej przez radziecką propagandę. Tak przynajmniej usprawiedliwiał swą zdradę Oleg Gordiewski.
Wyższymi funkcjonariuszami KGB, którzy współpracowali z wywiadem zachodnim, byli:
- Oleg Gordijewski – pułkownik KGB, współpracował z wywiadem brytyjskim (MI6) w latach 1974–1985. Został wydany przez Aldricha Amesa, szefa kontrwywiadu CIA na Związek Radziecki, współpracującego z KGB od 1985. Gordijewski był jedynym agentem wskazanym przez Amesa, któremu udało się uciec.
- Władimir Wetrow – pułkownik KGB pracujący w centrali I Zarządu Głównego KGB. Jego zadaniem była analiza informacji wywiadowczych dostarczonych przez Zarząd. W latach 1981–1982 przekazał francuskiemu wywiadowi (DST) ok. 4 tysięcy ściśle tajnych dokumentów. Został aresztowany w 1982 i rok później rozstrzelany.
- Walery Martynow – pułkownik KGB, pracował w Pionie X, zajmującym się wywiadem naukowo-technicznym. Współpracował z CIA w latach 80. XX w. podczas pobytu w rezydenturze KGB w Waszyngtonie, pod pseudonimem Gentile. Był jednym z wielu agentów wydanych przez Aldricha Amesa.

## Przewodniczący KGB
1. 1954–1958 – Iwan Sierow
2. 1958–1961 – Aleksandr Szelepin
3. 1961–1967 – Władimir Siemiczastny
4. 1967–1982 – Jurij Andropow
5. 1982 – Witalij Fiedorczuk
6. 1982–1988 – Wiktor Czebrikow
7. 1988–1991 – Władimir Kriuczkow
8. 1991 – Leonid Szebarszyn
9. 1991 – Wadim Bakatin